# Brigitte Nielsen
Brigitte Nielsen (Rødovre, 15. srpnja 1963.), danski model, filmska glumica, pjevačica i televizijska voditeljica. Karijeru započinje 1980-ih kao model na fotografijama Grega Gormana i Helmuta Newtona. 1985. godine dobila je uloge u filmovima Crvena Sonja i Rocky IV.  Na snimanju Rockyja 4 upoznaje Sylvestera Stallonea, za kojeg se udaje i glumi u njegovom sljedećem filmu Cobra. Također je poznata po nastupu s Eddijem Murphyjem u filmu Policajac s Beverly Hillsa 2 i pojavljivanju u video spotu Michaela Jacksona Liberian Girl.

## Vanjske poveznice
- Službena stranica
- Brigitte Nielsen u internetskoj bazi filmova IMDb-u (engl.)